# Pachydisca brunnea
Pachydisca brunnea är en svampart som först beskrevs av William Phillips, och fick sitt nu gällande namn av Jean Louis Emile Boudier 1907. Pachydisca brunnea ingår i släktet Pachydisca och familjen Helotiaceae.   Inga underarter finns listade i Catalogue of Life.